# Neptune (band)

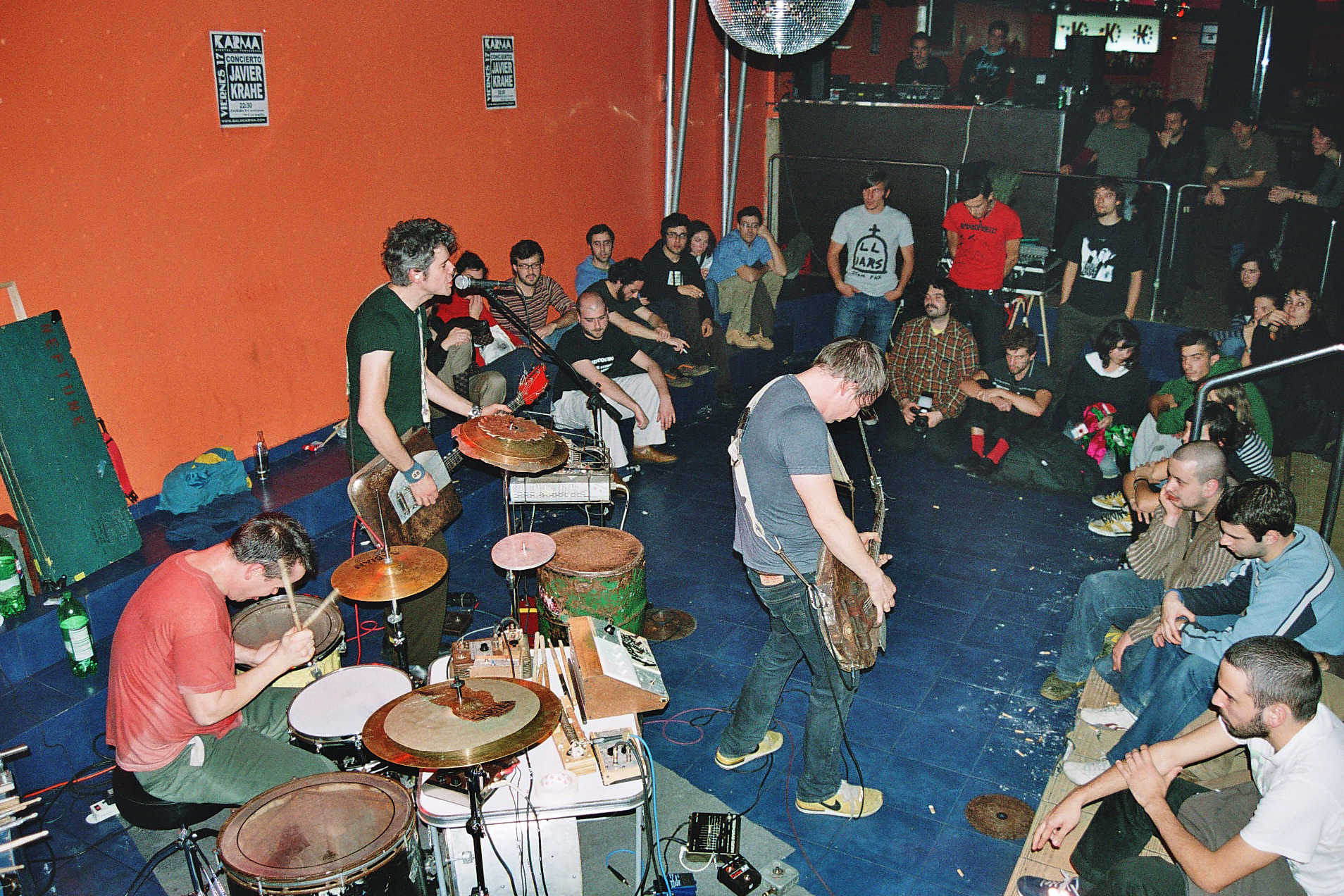
Neptune in Pontevedra 17/11/2006

Neptune is een Amerikaanse noiserockformatie uit Boston. De band bespeelt een serie instrumenten die ze zelf gebouwd hebben, gemaakt van afvalartikelen als bijvoorbeeld videorecorders.
De instrumenten zijn zelf ontworpen 3e brug gitaren, elektrisch versterkte mbira's en elektronische synthesizers en percussieinstrumenten. De band toerde diverse malen door Europa met onder andere The Ex.

## Bandleden
- Jason Sanford - gitaren
- Mark Pearson - gitaren
- Daniel Boucher - drums

## Discografie
- Knife Fight E.P., 7". (autoproduit,  1996)
- Swang!/Poodle Walk, 7" single. (Anti-Social Records, 1996)
- Studio Recordings, May MCMXCVII, CD/LP. (Archenemy Records, 1999)
- Your Company/Productivity is a Science, 7" Single. (Heliotrope Records, 2000)
- Basement Recordings E.P., 6 song CD. (Mister Records, 2001)
- At the Pink Pony/A Car Is A Weapon, Live 7" Single. (Mister Records, 2002)
- The Ballet of Process, Full Length CD/LP. (Mister/100% Breakfast Records, 2002)
- Intimate Lightning, Full Length CD/LP. (Mister/100% Breakfast Records, 2004)
- Green Cassette, 5 chansons C30 Cassette. (Wrong Whole Records, 2005)
- 3" CDR, 5 song CDR. (Magnetism Crafts, 2005)
- Mice and Worms, 6 chansons 12" LP. (Magnetism Crafts/Self-Release, 2005)
- White Cassette, 4 chansons C20 Cassette. (Magnetism Crafts, 2005)
- 3" Collage CDR, 2 chansons. (Magnetism Crafts / Self-Release, 2006)
- Patterns, Full Length CD/LP. (Self-Release (US)/Fortissimo (UK)/Les Potagers Natures (France), 2006)
- Red Cassette, 6 Improvisations, C30 Cassette. (Magnetism Crafts, 2006)
- 3" CDR, 3 chansons 3" CDR. (Hiddenbirdhouse, 2006)
- LP improvisé sans titre, LP. (Golden Lab Records, 2007)
- Split LP, Full length split w/ One Second Riot, LP. (Distile Records, 2007)
- Gong Lake, Full Length CD/LP (Radium/Table of the Elements, février 2008)

## Videos
- The Penetrating Gaze Video - Bill T. Miller, Middle East, Cambridge, MA, 12/29/2005
- Live in Strasbourg France (Full Set, 11 Songs), e-live in Zanzibar, Strasbourg, Frankrijk, 9/27/06 | video op Normaltv.org